# Jogos Asiáticos de Inverno de 1990
Os Jogos Asiáticos de Inverno de 1990 foram a segunda edição do evento multiesportivo realizado na Ásia a cada quatro anos. O evento continuou em Sapporo, no Japão, após a desistência da Índia.
Idêntico ao da primeira edição, o logotipo escolhido foi o sol vermelho, símbolo do Conselho Olímpico da Ásia, ao lado de um hexágono azul preenchido com formas brancas, que lembravam a neve, enquanto o mascote continuou sendo o mesmoesquilo.

## Países participantes
Dez países participaram do evento:
| - China - Coreia do Norte - Coreia do Sul - Filipinas - Hong Kong | - Índia - Irão - Japão - Mongólia - Taipé Chinesa |

## Modalidades
Seis modalidades formaram o programa dos Jogos:
- Biatlo
- Esqui alpino
- Esqui cross-country
- Hóquei no gelo
- Patinação de velocidade
- Patinação de velocidade em pista curta

## Quadro de medalhas
País sede destacado.
| Ordem | País            | Medalha de ouro | Medalha de prata | Medalha de bronze |     |
| ----- | --------------- | --------------- | ---------------- | ----------------- | --- |
| 1     | Japão           | 18              | 16               | 13                | 47  |
| 2     | China           | 9               | 9                | 8                 | 26  |
| 3     | Coreia do Sul   | 6               | 7                | 8                 | 21  |
| 4     | Coreia do Norte |                 | 1                | 4                 | 5   |
| 4     | Mongólia        |                 |                  | 1                 | 1   |
| TOTAL | TOTAL           | 33              | 33               | 34                | 100 |